# Ptinus latro
Ptinus latro is een keversoort uit de familie klopkevers (Ptinidae). De wetenschappelijke naam van de soort werd in 1775 gepubliceerd door Johann Christian Fabricius.